# Ćwierdzin
Ćwierdzin (prononciation : [ˈt͡ɕfjɛrd͡ʑin]) est un village polonais de la gmina de Witkowo dans le powiat de Gniezno de la voïvodie de Grande-Pologne dans le centre-ouest de la Pologne.
Il se situe à environ 6 kilomètres au nord-est de Witkowo (siège de la gmina), à 16 kilomètres à l'est de Gniezno (siège du powiat) et à 62 kilomètres à l'est de Poznań (capitale régionale).

## Histoire
De 1975 à 1998, le village faisait partie du territoire de la voïvodie de Konin.

Depuis 1999, Ćwierdzin est situé dans la voïvodie de Grande-Pologne.